# 大洋帶

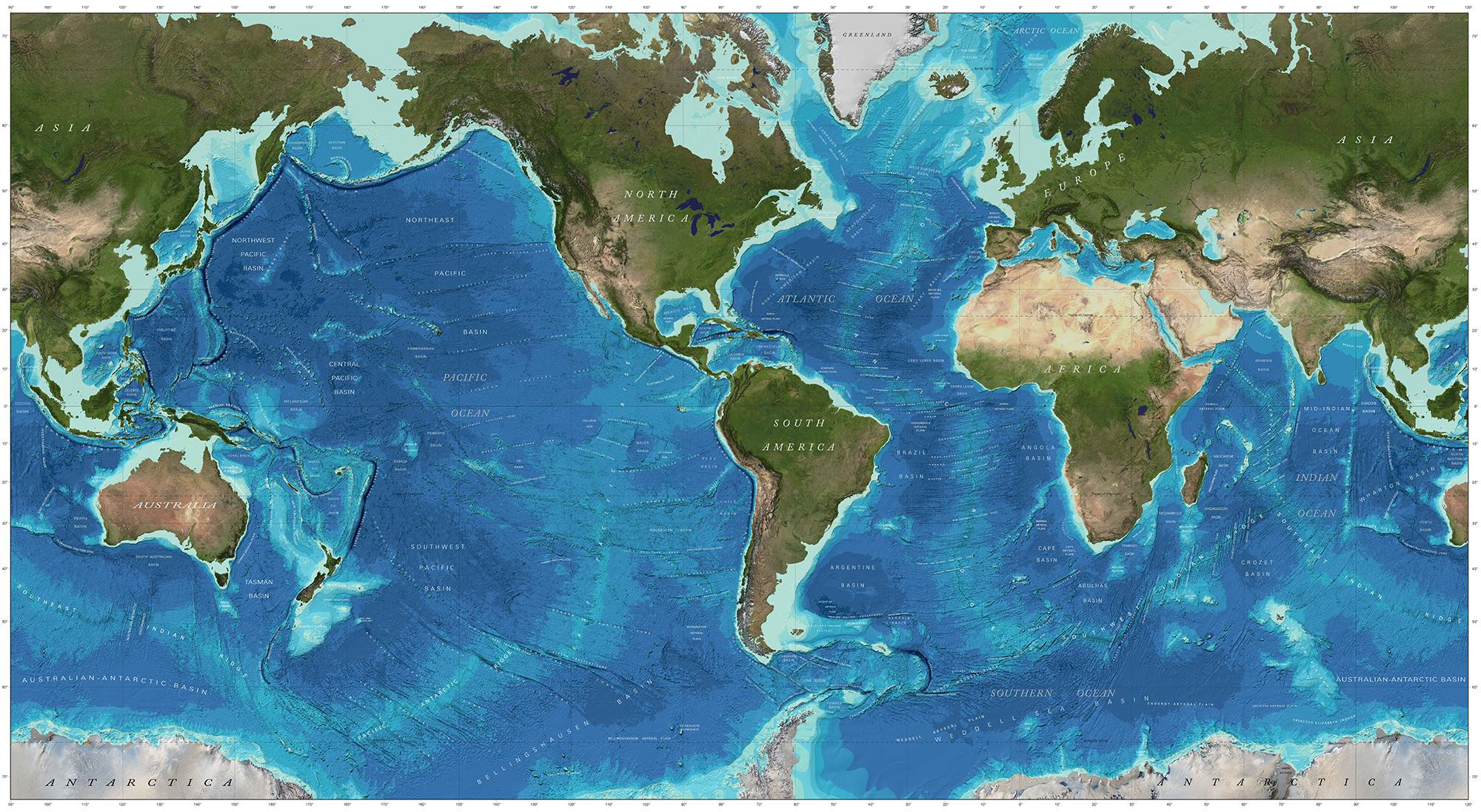
大洋帶是上圖中藍色深海，位於相對淺層的大陸棚（淺綠色）之外）

大洋帶通常被定義為位於大陸棚之外的海域，但應用上常作為海洋起點。该处深度深於200公尺。
大洋帶是大陸棚邊緣外的公海區域，約占公海的65％。該海域具有各式各樣的海底地形，包括比珠穆朗瑪峰的高度深的裂縫以及深海的火山和海溝。儘管許多生命難以生存於這種環境生存，但許多物種已經適應並在此海域中繁殖。
此海域分為四大區：透光帶、中層帶、半深海帶和深海帶。

## 子區域
中層帶位於透光帶之下，只有少量的光線穿透。由於光線稀少，這個區域為透光度的「模糊地帶」。中層帶的溫度範圍為攝氏4至5度。這裡的壓力約一千萬帕 ，並隨深度加深而增加。
54％的海洋位於不透光的半深海（無光）帶中。這裡也稱為「午夜地帶」。由於完全缺乏陽光，因此無法進行光合作用，唯一的光源是生物體的自行發光。此域水壓極高，溫度約為0至6 °C。

## 海洋生物
海洋學家根據光的傳播距離將海洋劃分為多個區域。所有的亮度區域都屬於上述各區。透光帶是最靠近海平面的區域，是光照最充足的區域。它深約到100公尺，既有浮游植物又有浮游動物，可以支撑大型生物的生存，如海洋哺乳動物和某些鱼类。深於100公尺處，没有足够的光線穿以维持大量生物，並且没有植物。
但是，有些生物會在海底熱泉喷口或於海底的间歇泉周围成长，排出富含矿物质的过热水。这些生物以细菌为食，这些细菌利用过热水和热液喷口中的化学物质代替光合作用来产生能量。这些细菌的存在使乌贼，柴刀鱼，章鱼，蠕虫，蜘蛛蟹等生物得以生存。 
由于透光层带以下区域的皆非常黑暗，许多在深海中生存的生物没有眼睛，或者自行發光。光线通常為蓝绿色，因为许多海洋生物都对蓝光敏感。两种化学物质，萤光素和萤光素酶相互反应，产生柔和的光線。生物发光的产生过程与荧光棒破裂时的发生过程非常相似。从诱饵到航行，深海生物都使用生物发光。 
在大洋区域有鱼类，鲸鱼和鲨鱼等动物。